# Beaulieu-sur-Mer
Beaulieu-sur-Mer (Occitaans: Bèuluec; Italiaans (verouderd): Belluogo) is een gemeente in het Franse departement Alpes-Maritimes (regio Provence-Alpes-Côte d'Azur). De gemeente telde op 1 januari 2022 3.835 inwoners, die Berlugans worden genoemd. De plaats maakt deel uit van het arrondissement Nice. In de gemeente ligt spoorwegstation Beaulieu-sur-Mer.

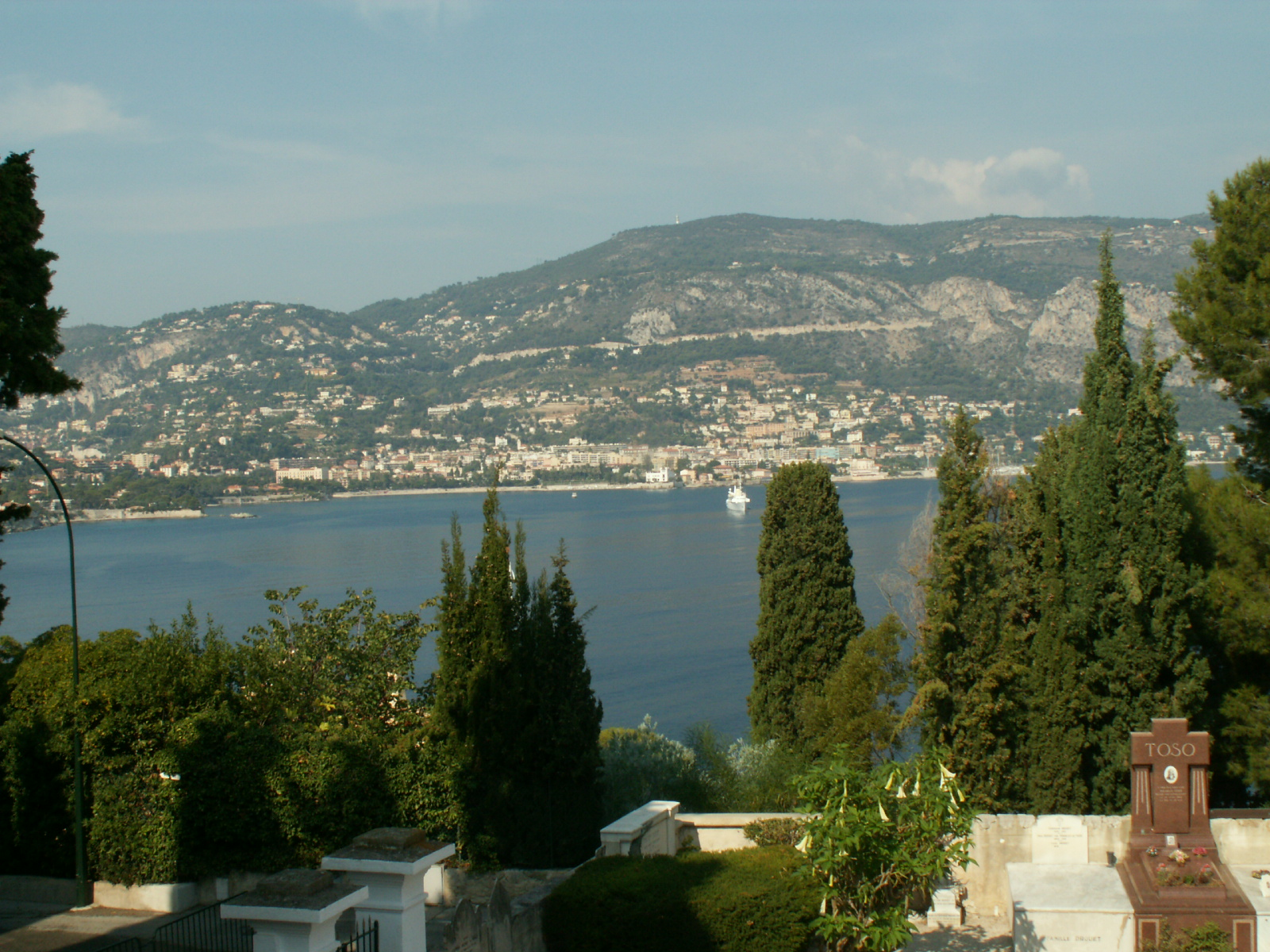
Beaulieu-sur-Mer
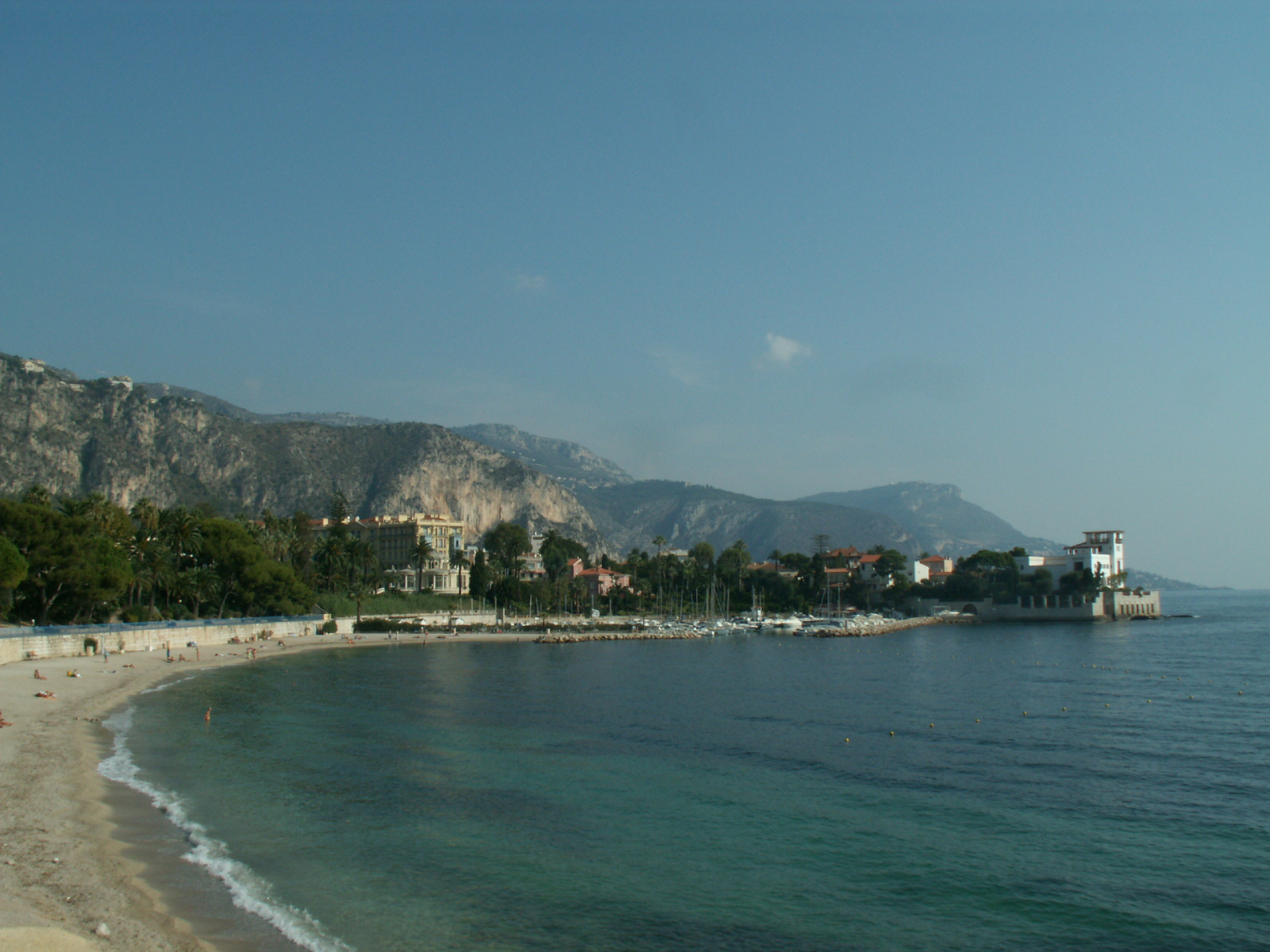
Beaulieu-sur-Mer: Villa Kérylos
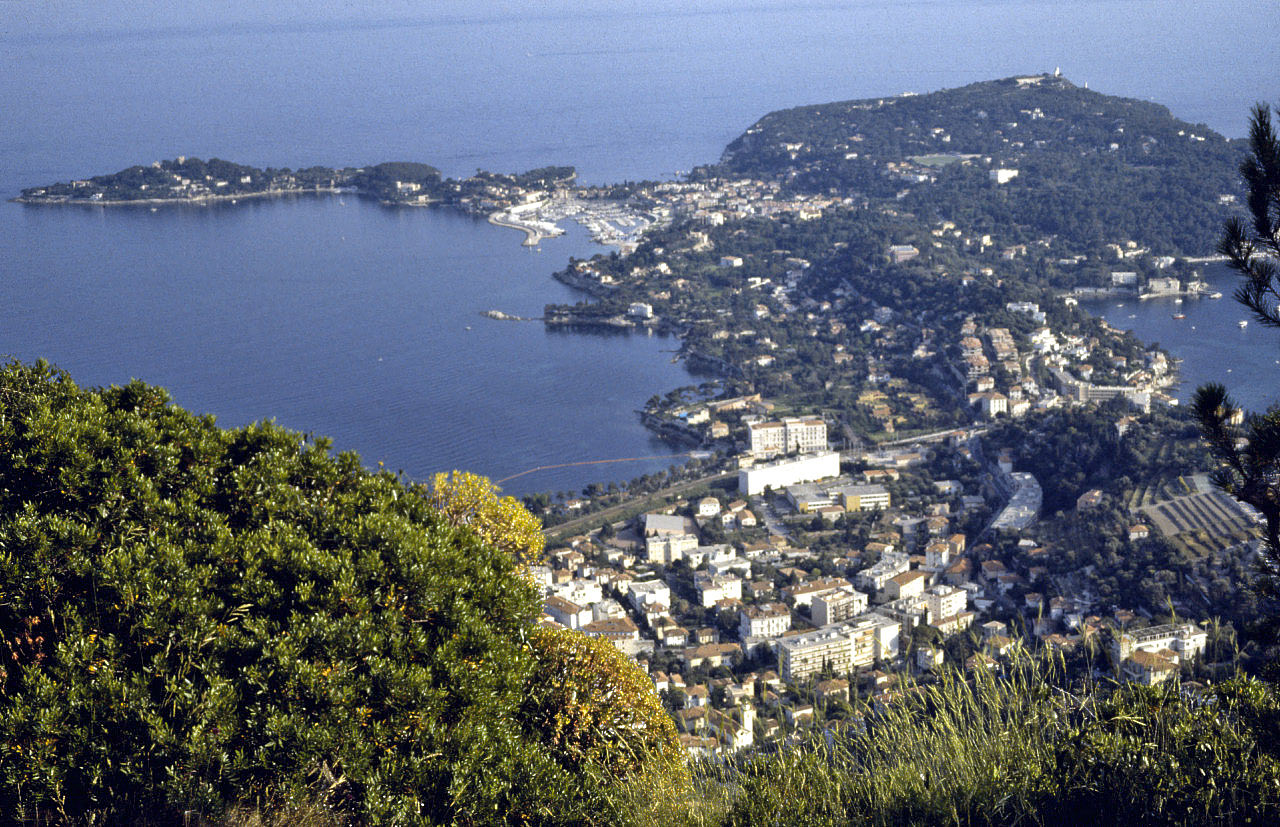
Cap Ferrat

## Geografie
De oppervlakte van Beaulieu-sur-Mer bedroeg op 1 januari 2022 0,95 vierkante kilometer; de bevolkingsdichtheid was toen 4.036,8 inwoners per km².
De onderstaande kaart toont de ligging van Beaulieu-sur-Mer met de belangrijkste infrastructuur en aangrenzende gemeenten.

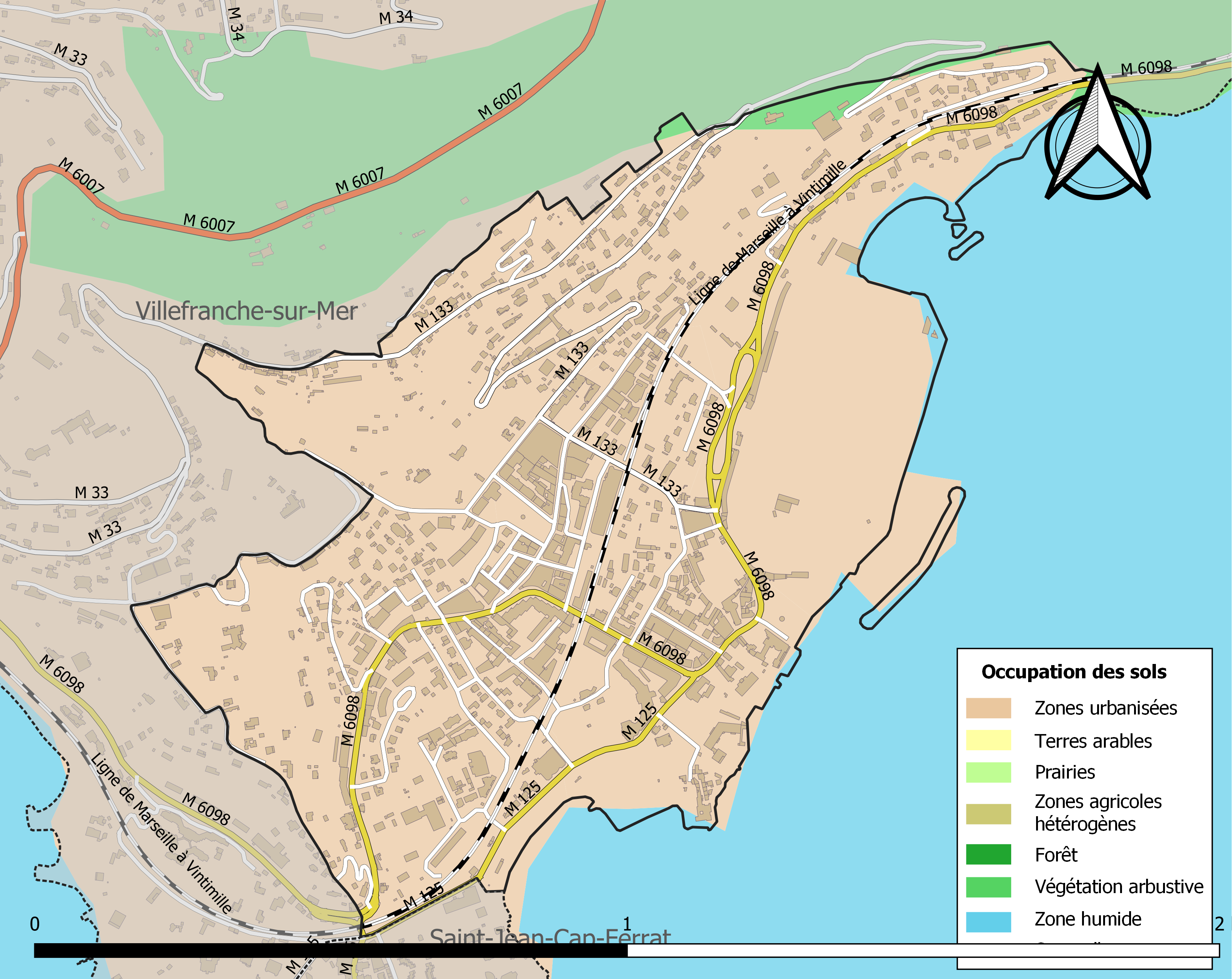

## Demografie
Onderstaande figuur toont het verloop van het inwonertal (bron: INSEE-tellingen).

Vanwege een beveiligingsprobleem met de MediaWiki Graph-software is het momenteel niet mogelijk deze grafiek weer te geven. Zodra de software is bijgewerkt zal de grafiek vanzelf weer zichtbaar worden.